# Rabdomanzia

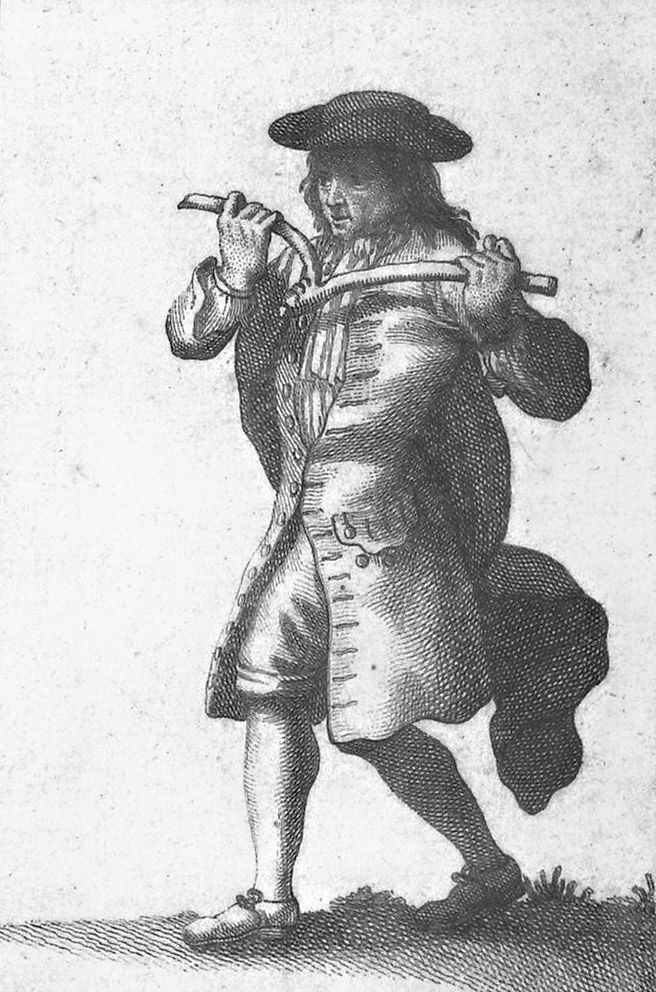
Un rabdomante raffigurato nel XVIII secolo in Histoire critique des pratiques superstitieuses (Jean-Frédéric Bernard, 1733–1736)

La rabdomanzia (dal greco ραβδόμαντεία) è una pratica pseudoscientifica che consiste nel tentativo di individuare elementi nel sottosuolo. 
Chi usa questa pratica è chiamato rabdomante.

## Descrizione
Praticata sin dal III millennio a.C. in Cina e in Egitto, la rabdomanzia consiste nel tentativo di individuare acqua o filoni di metalli nel sottosuolo utilizzando uno strumento di legno (ad esempio un ramo di salice), generalmente a forma di "Y", che sarebbe usato come amplificatore dei movimenti del corpo generati da supposte radiazioni emesse dall'oggetto ricercato. 
Più genericamente, il termine si riferisce a qualsiasi forma di divinazione che implichi l'uso di bastoncini o aste, essendo il termine derivato dalla unione dei termini greci ῥάβδος (rhábdos, cioè "verga"), e μαντεία (mantéia, cioè "divinazione").
La tecnica non ha alcun riscontro scientifico. Oggi è considerata uno dei metodi della radioestesia, pratica pseudoscientifica che consiste nel tentare di localizzare oggetti nascosti o informazioni sconosciute servendosi di uno strumento inerte, solitamente una verga a forma di "Y" o un pendolo.